# Reglas y consejos sobre investigación científica
Reglas y consejos sobre investigación científica (Los tónicos de la voluntad) es un libro publicado en 1899 que deriva del discurso de ingreso de Santiago Ramón y Cajal, eminente histólogo, en la Academia de Ciencias Exactas, Físicas y Naturales en 1897.
El título original de la edición de 1899 es Reglas y consejos sobre investigación biológica, que sería cambiado desde la cuarta edición de 1916 por Reglas y consejos sobre investigación científica: los tónicos de la voluntad.

## Historia editorial
El discurso de ingreso en la Academia, del 5 de diciembre de 1897, fue editado, corregido y aumentado por primera vez en 1899, a iniciativa del doctor Ramón Lluria, con el propósito de usar los beneficios que generasen sus ventas para dotar la creación del Instituto Cajal. La obra recibió el subtítulo de Los tónicos de la voluntad.

## Argumento
En sus primeros capítulos ofrece una serie de consejos y advertencias a los jóvenes estudiantes con la intención de motivarles y provocar su inquietud y pasión por los trabajos de laboratorio. En los capítulos finales se centra en los deberes del Estado con la Ciencia y sus obligaciones frente a la necesidad promocional de los avances científicos. 
El también premio Nobel español, Severo Ochoa, enriquece la edición del año 2007 de la editorial Espasa-Calpe, con un prólogo donde expresa su admiración por Cajal y comparte con él la preocupación por el fomento de la investigación científica en España.

## Contenido
Se reproduce a continuación el índice de la obra, tal y como aparece en la 6.ª edición, de 1923:
- Capítulo I: Consideraciones sobre los métodos generales. — Infecundidad de las reglas abstractas. — Necesidad de ilustrar la inteligencia y de tonificar la voluntad. — División de este libro.

- Capítulo II: Preocupaciones del principiante. a) Admiración excesiva a la obra de los grandes iniciadores científicos. b) Creencia en el agotamiento de los temas científicos. c) Culto excesivo a la ciencia llamada práctica. d) Pretendida cortedad de luces.

- Capítulo III: Cualidades de orden moral que debe poseer el investigador. a) Independencia de juicio. b) Perseverancia en el estudio. c) Pasión por la gloria. d) Patriotismo. e) Gusto por la originalidad científica.

- Capítulo IV: Lo que debe saber el aficionado a la investigación biológica. a) Cultura general. b) Necesidad de especializarse. c) Lectura especial o técnica. d) Cómo se deben estudiar las monografías. e) Necesidad absoluta de buscar la inspiración en la Naturaleza. f) Dominio de los métodos. g) En busca del hecho nuevo.

- Capítulo V: Enfermedades de la voluntad. — Contempladores. — Bibliófilos y políglotas. — Megalófilos. — Organófilos. — Descentrados.

- Capítulo VI: Condiciones sociales favorables a la obra científica. — Los medios materiales. — El investigador y la familia. — La compañera del hombre de ciencia.

- Capítulo VII: Marcha de la investigación científica. — Observación. — Experimentación. — Hipótesis directriz. — Comprobación.

- Capítulo VIII: Redacción del trabajo científico. a) Justificación de la comunicación científica. b) Bibliografía. c) Justicia y cortesía en los juicios. d) Exposición de los métodos. e) Conclusiones. f) Necesidad de los grabados. g) El estilo. h) Publicación del trabajo científico.

- Capítulo IX: El investigador como maestro.

- Capítulo X: Deberes del Estado en relación con la producción científica. — Nuestro atraso cultural y sus causas pretendidas. Explicaciones físicas, históricas y morales de la infecundidad científica española. — El remedio de nuestro atraso.

- Capítulo XI: Órganos sociales encargados de nuestra reconstrucción. — La Junta de Pensiones y sus Laboratorios y Seminarios. — Resultados obtenidos del Pensionado en el extranjero. — Instituciones complementarias del Pensionado. — Importación del personal docente. — Ventajas e inconvenientes del método de injertación cultural.

## Influencia y repercusión
El libro se enmarca en las corrientes regeneracionistas españolas tras el desastre del 98, y en la renovación pedagógica y científica. Tuvo una gran difusión en las décadas de los 20 y 30. Por ejemplo, Juan Negrín usaba, como criterio selectivo, la lectura y comentario de un capítulo del mismo para el acceso a las plazas de jefes de clases prácticas.